# 백수초등학교
백수초등학교는 대한민국 전라남도 영광군 백수읍 천마리에 있는 초등학교이다.

## 학교 연혁
- 1923년 9월 10일 백수공립보통학교(4년제) 개교설립인가 5월 13일
- 1927년 4월 1일 6년제 인가
- 1938년 4월 1일 백수공립심상소학교로 개칭[1]
- 1941년 4월 1일 백수공립국민학교로 개칭[2]
- 1949년 12월 31일 백수국민학교로 개칭[3]
- 1967년 3월 2일 18학급 편제(4년간)
- 1981년 3월 16일 병설유치원 개원
- 1994년 3월 1일 대신분교장 편입
- 1996년 9월 1일 백수초등학교로 개칭[4]
- 1999년 9월 1일 대신분교장 본교로 통폐합
- 2000년 3월 1일 백수동분교장 편입
- 2016년 3월 1일 백수남초등학교, 백수동분교장 본교로 통폐합
- 2020년 2월 7일 제95회 졸업(졸업생 총수 : 5,277명)
- 2020년 9월 1일 제33대 김연화 교장 부임

## 학교 상징
- 교화 - 장미 : 순수한 열정
- 교목 - 향나무 : 푸른꿈
- 교색 - 녹색 : 사랑, 평화
- 캐릭터 - 백수의 희망 '새로미'(새롭다는 뜻)와 '푸르미'(푸르다는 뜻) : 새롭게 푸르게 자라나는 백수 어린이를 형상화
  - 손가락 : 언제 어디서나 최선을 다하여 승리
  - 백수해안도로 : 미래를 향해 힘차게 전진
  - 백수초등학교 캐릭터 "새로미(여), 푸르미(남)"는 백수의 상징 백수해안도로를 따라 미래를 향해 힘차게 전진하며 언제 어디서나 최선을 다해 세롭고 푸르게 자라나기를 바라는 어린이상을 나타낸다.

## 사진

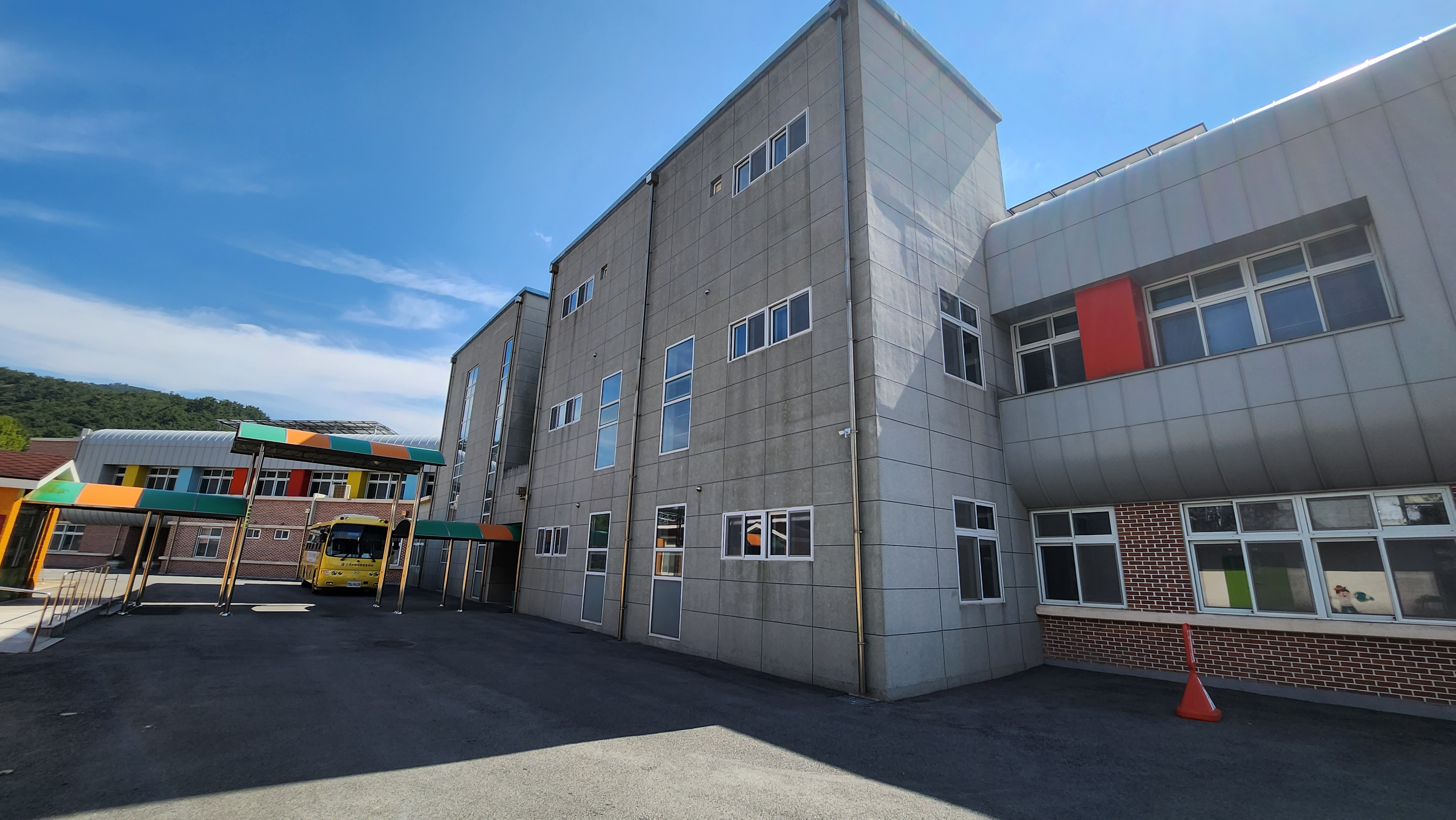
뒤에서 본 백수초등학교
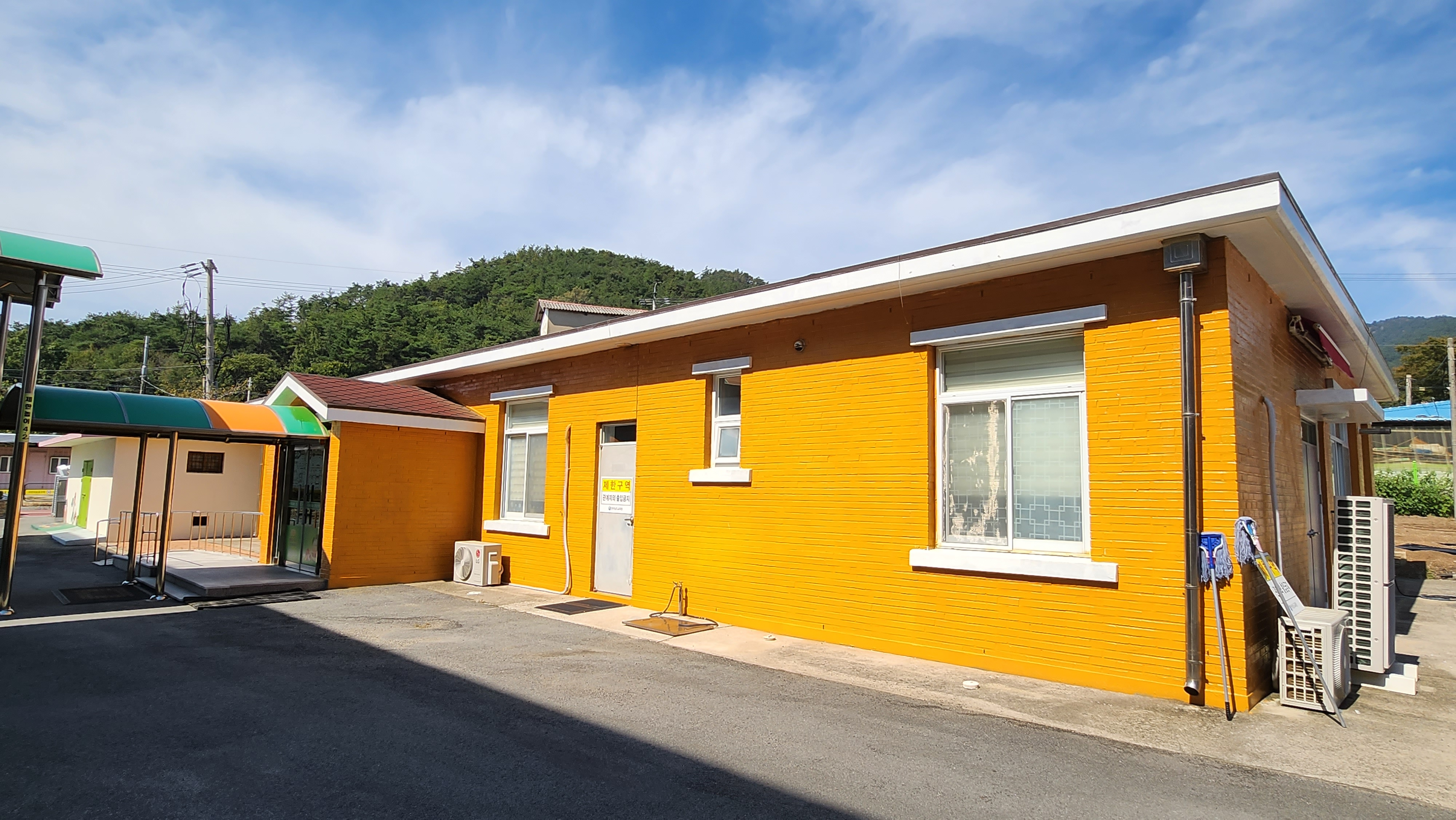
백수초등학교 급식실

## 참고 자료
- 백수초등학교 - 한국교육학술정보원 학교알리미